# المجلس الاتحادي (النمسا)
المجلس الاتحادي هو الغرفة العليا من البرلمان النمساوي، وتمثل الولايات التسع للنمسا (Bundesländer) على المستوى الاتحادي وكجزء من السلطة التشريعية من مجلسين جنبا إلى جنب مع المجلس الوطني (Nationalrat). ويمكن مقارنته مع الغرفة العليا أو مجلس الشيوخ في الواقع، ومع ذلك، فإنه هو أقل قوة بكثير من المجلس الوطني: على الرغم من أنها قررت الموافقة على كل قانون جديد للمن قبل هذه القاعة "أقل"، وهذا الأخير يمكن في معظم حالات نقض رفض المجلس الاتحادي للموافقة.
المجلس الاتحادي لديه مقعد في مبنى البرلمان النمساوي في فيينا، في الاجتماع السري من السابق Herrenhaus غرفة المجلس الإمبراطوري (Reichsrat).

## دور
نظرًا لأن دستور النمسا (B-VG) يميز بشكل صارم بين التشريعات الفيدرالية والتشريعات الخاصة بالولاية،  فإن مادته 42 تنص على حق المجلس الاتحادي في نقض القوانين الفيدرالية التي أقرها المجلس الوطني. علاوة على ذلك،  في معظم الحالات،  يكون نقض المجلس الاتحادي معلقًا فقط،  مما يعني أن المجلس الوطني يمكنه تجاوزه،  ويمرر القانون مرة أخرى بقرار عادي من نصف أعضائه على الأقل. لذلك،  لا يمكن لقرارات المجلس الاتحادي إلا تأخير التشريعات.
ومع ذلك ، في الحالات التالية ، تكون موافقة المجلس الاتحادي إلزامية: :
- القوانين أو اللوائح الدستورية التي تحد من صلاحيات الولايات الاتحادية
- القوانين المتعلقة بحقوق المجلس الاتحادي نفسه
- المعاهدات المتعلقة باختصاص الولايات الفيدرالية.

منذ افتتاحه في 10 نوفمبر 1920 ، لم يحقق نواب المجلس الاتحادي مطلقًا مكانة التوازن فيما يتعلق بالمجلس الوطني. على مدى عقود ، أدى دور المجلس الاتحادي باعتباره مجرد مساعد للبرلمان النمساوي إلى العديد من المناقشات حول الإصلاحات التنظيمية ، نحو تمثيل فعلي لحكومات الولايات على غرار المجلس الاتحادي الألماني أو الإلغاء الكامل للمجلس الثاني. حتى الآن ، تم الحفاظ على هذا المفهوم كمظهر من مظاهر النظام الفيدرالي في النمسا.
يشكل المجلس الاتحادي والمجلس الوطني ، في حالة الانعقاد المشترك ، هيئة برلمانية ثالثة: الجمعية الاتحادية التي تنعقد لقسم رئيس النمسا.

## تكوين
يتم انتخاب 61 عضوا من المجلس الاتحادي (Mitglieder قصر Bundesrates، تسمى بالعامية Bundesräte) وفقا لنظام التمثيل النسبي من قبل كل من المجالس التشريعية للدول النمساوية "(Landtage) لمدة 4 - لفترات مدتها 6 سنوات. وبالتالي تكوين المجلس الاتحادي يتغير بعد كل انتخابات الدولة وتوزيع المقاعد في Landtage النمساوية. ثاني أكبر فصيل من Landtag خاص لديه الحق في تعيين نائب واحد على الأقل. عدد ممثلي المفوضة من قبل كل Bundesland يتراوح بين ثلاثة واثني عشر، اعتمادا على سكانها كما تثبت ذلك التعداد العادية؛ فهي ثابتة في مرسوم رئاسي.
على الرغم من لديه المجلس الاتحادي رقم الانضباط الحزبي القوي، قد نواب التحالف على طول خطوط الحزب وتشكيل المجموعات البرلمانية، التي لديها لتلبية ذلك بنصاب قانوني قدره خمسة مقاعد، إن لم يكن يعترف بها قرار معين. حاليا نائبا من حزب الشعب النمساوي (OVP)، والحزب الديمقراطي الاجتماعي في النمسا (مكتب التخطيط الاستراتيجي) وحزب الحرية في النمسا (FPÖ) تشكيل الجماعات السياسية في المجلس الاتحادي: